# Герб Оренбургской области
Герб Оренбургской области — официальный символ Оренбургской области Российской Федерации. Утверждён 23 декабря 1996 года. 
Из-за несоответствий методическим рекомендациям Геральдического совета гербу отказано в государственной регистрации до внесения соответствующих изменений.

## Описание и обоснование символики
Геральдическое описание герба (блазон): 
В червлёном (красном) поле два золотых знамени, сопровожденные вверху украшенным на концах греко-российским крестом (с одной перекладиной в пояс и одной перекладиной в перевязь), а внизу золотым полумесяцем, повернутым рогами вверх и вправо; на полотнище каждого знамени российский орел образца 1856 года; в серебряной главе щита — бегущая лазоревая (синяя, голубая) куница с червлёными глазами и языком
Официальное описание герба (по закону 1997 года):
Полное изображение герба Оренбургской области представляет собой щит с изображением бегущей лазоревой (синей, голубой) куницы, помещённой в верхней серебряной части щита.
В нижней червлёной (красной) части щита два золотых знамени, сопровожденных вверху украшенным на концах греко-российским крестом (с одной перекладиной в поясе и одной перекладиной в перевязь), а внизу золотым полумесяцем, повернутым рогами вверх и вправо, на полотнище каждого знамени — российский орёл образца 1856 года.
Щит обрамляют листья дуба золотого (жёлтого) цвета, перевитые голубой (лазурной лентой); венчает щит корона жёлтого (золотого) цвета.
Греко-российский крест и полумесяц свидетельствуют о том, что Оренбуржье расположено на границе Европы и Азии и что здесь рядом проживают православные русские и исповедующие мусульманство башкиры, татары, казахи. Знамёна с российскими орлами означают принадлежность и верность Оренбургской области Российской Федерации. Куница с XVII века известна как герб Уфы. Этот ценный пушной зверёк в своё время был широко распространен в Башкирии, с 15 марта 1744 года входившей в Оренбургскую губернию. В 1865 году из состава Оренбургской губернии была выделена Уфимская губерния, но куница осталась на гербах обеих губерний.

## История

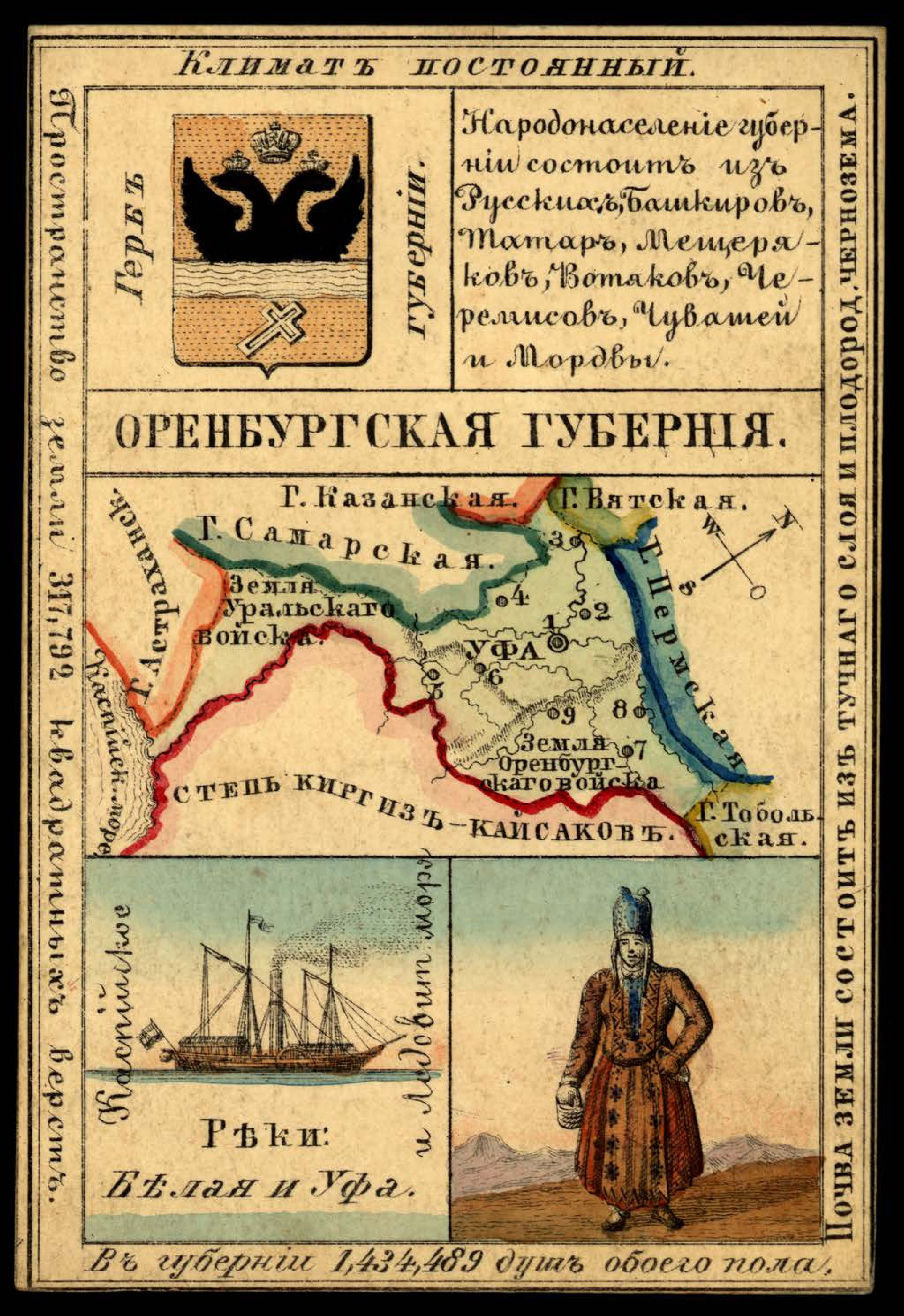
Герб Оренбургской губернии в "Наборе географических карточек Российской Империи" (СПб.,1856.)

Герб Оренбургской губернии, на основе которого позднее был создан герб области, утверждён 12 октября 1867 года: 
в червлёном щите, два, накрест положенных, Золотых Знамени, украшенных Императорским Российским орлом, сопровождаемых сверху Золотым-же грекороссийским крестом, а снизу золотым-же опрокинутым полумесяцем. В серебряной главе щита лазуревая куница. Щит увенчан императорскою короною и окружён Золотыми дубовыми листьями, соединёнными Андреевскою лентою.
7 декабря 1934 года была образована Оренбургская область в её современных границах (в период 1938-1957 годов именовалась Чкаловской). Область своего герба не имела. Закон «О гербе Оренбургской области» был принят 23 декабря 1996 года; описание герба в законе:
Герб Оренбургской области представляет собой щит, увенчанный Императорской короной и окружённый золотыми дубовыми листьями, соединёнными Андреевской лентой.
Щит составляет главнейшую часть герба. Употребляется французская форма щита, представляющая прямоугольник, основание которого 8/9 высоты, выступает в середине нижней части остриём и имеет закруглённые нижние углы. Щит делится на две части с помощью прямой, соединяющей боковые стороны. В серебряной главе — бегущая лазоревая куница с червлёными глазами и языком. В нижнем червлёном поле два золотых знамени накрест, украшенных Императорским Российским орлом, сопровождённые вверху украшенным на концах золотым греко-российским крестом (с одной перекладиной в пояс и одной перекладиной в перевязь), а внизу — золотым полумесяцем, повернутым рогами вверх и влево; на полотнище каждого из знамён — российский орёл.

Орлы на знамёнах — чёрные, но их клювы и лапы, а также регалии в лапах должны быть золотыми, над головами должна находиться золотая корона с голубыми лентами, выходящими из нее. Щиток на груди орла должен быть красным с тонким золотым контуром. Всадник — в белой одежде и на белом коне, с голубым развевающимся плащом. Дракон должен быть о чёрных лапах с зеленым телом и с золотыми крыльями. „Лазоревый“ цвет (синий — голубой) не должен переходить ни в фиолетовый, ни в цвет морской волны. „Червень“ (красный цвет) не должен быть ни рыжим, ни малиновым. „Золото“ может воспроизводиться различными оттенками золотого, жёлтого, жёлто-золотистого».
Герб области практически полностью повторял герб губернии, однако полумесяц из «опрокинутого» стал наклонённым в сторону, как он изображается на шпилях мечетей. Позднее в текст Закона вносились правки, изменяющие описание герба, но не затрагивающие его изображение. В настоящее время герб описывается согласно Закону Оренбургской области от 12 сентября 1997 №131/33-ОЗ.
Герб не прошёл экспертизу Геральдического совета при Президенте Российской Федерации. Геральдический совет рекомендует убрать с герба дубовый венок и Андреевскую ленту. В 2012 году в геральдической комиссии Оренбургской области был подготовлен проект поправок в герб Оренбургской области. Дубовый венок было предложено заменить двумя лентами орденов Ленина. Через некоторое время из президентского Геральдического совета пришло одобрение указанных изменений, но Законодательное собрание области не одобрило новую версию герба.
В сентябре 2019 года и. о. вице-губернатора, зам. председателя регионального правительства О. Димов представил общественности проект нового герба Оренбургской области, созданного с учётом рекомендаций Геральдического совета. Щит сохранен прежний, он увенчан императорской короной и обвит двумя лентами ордена Ленина, вместо дубового венка. Как было объявлено, герб планируется утвердить до конца 2019 года, однако этого так и не произошло.